# Rafael Andriato
Rafael de Mattos Andriato, nascido a 20 de outubro de 1987 em São Paulo, é um ciclista profissional brasileiro.
Em 2010 e 2013, ganhou o Prêmio Brasil Olímpico na modalidade de ciclismo de estrada.
Em 2013, participou de sua primeira Grande Volta, o Giro d'Italia, terminando em 165º na classificação geral. Sua melhor colocação em uma etapa foi na última etapa, na qual terminou em 17º. Além disso, foi o vencedor em duas classificações menores: o Premio della Fuga, na qual os ciclistas são pontuados pela quilômetragem em que estiveram escapados; e a classificação Traguardi Volante, ou T.V., na qual os ciclistas acumulam pontos nas metas volantes da prova.

## Palmarés
2006
2º - Prova Ciclística 9 de Julho
2º - Tour do Mato Grosso
2007
2º - Circuito Boa Vista
1º - Etapa 1 da Volta do Rio de Janeiro
1º  Classificação por pontos da Volta Ciclística de São Paulo
1º - Etapas 4 e 10
1º - Etapa 1 da Volta Ciclística do Paraná
1º - Meeting Internacional de Goiânia
1º - Prova Ciclística 9 de Julho
2009
2º - Trofeo Papa' Cervi
6º - Trofeo Alcide Degasperi
2010
5º - Coppa San Geo
2º - Piccola Sanremo
2º - Circuito del Porto - Trofeo Arvedi
2º - GP Industrie del Marmo
2º - Astico - Brenta
4º - Trofeo Gianfranco Bianchin
3º - Coppa Collecchio
1º - GP Ezio del Rosso
2011
1º - GP Industrie del Marmo
3º - Parma - La Spezia
3º - Trofeo Matteotti Sub-23
1º - Etapa 2 do Tour do Rio
2012
1º - Jurmala GP
2º - Campeonato Brasileiro de Ciclismo de Estrada
1º - Châteauroux Classic de l'Indre
3º - GP Izegem Koerse
10º - Paris - Bruxelles
8º - GP Impanis - Van Petegem
2013
2º - Jurmala GP
Giro d'Italia
1º - Premio della Fuga
1º - Classificação Traguardi Volante (metas volantes)
2º - Etapas 3 e 4 da Vuelta a Venezuela
3º - Etapa 10 da Vuelta a Venezuela
1º - Etapa 2 do Tour do Rio
2014
- 1 etapa da Volta à Venezuela
- 3 etapas do Tour do Rio

2015
- 1 etapa do Tour de Sibiu

2016
- 1 etapa do Tour de Hainan

2018
- 1 etapa da Volta Ciclista do Uruguai

## Resultados nas Grandes Voltas e Campeonatos do Mundo
| Carreira           | 2011 | 2012 | 2013 | 2014 | 2015 | 2016 | 2017 | 2018 | 2019 |
| ------------------ | ---- | ---- | ---- | ---- | ---- | ---- | ---- | ---- | ---- |
| Giro d'Italia      | -    | -    | 164º | -    | -    | -    | -    | -    | -    |
| Tour de France     | -    | -    | -    | -    | -    | -    | -    | -    | -    |
| Volta a Espanha    | -    | -    | -    | -    | -    | -    | -    | -    | -    |
| Mundial em Estrada | 119º | 48º  | Ab.  | Ab.  | -    | -    | -    | -    | -    |

-: não participa 

Ab.: abandono